# Anders Ahlström
Sven Anders Ahlström, född 1 augusti 1948, död 13 juni 2019, var en svensk fotbollsspelare och tränare.

## Karriär
Ahlström gjorde mellan säsongen 1972 och 1973 10 mål på 27 matcher för Djurgårdens IF i Allsvenskan. Han spelade även för Skutskärs IK och Brynäs IF.
Han debuterade för det svenska landslaget den 6 augusti 1972 i en 4–4-match mot Sovjetunionen. Ahlström spelade även en ungdomslandskamp den 16 september 1972 mot Norge, där han gjorde ett mål i en 4–0-seger för Sverige.

## Meriter
- Skyttekung i Division 2 Norra: 1970[6]